# African American Civil War Memorial
African American Civil War Memorial är en bronsstaty föreställande afroamerikaner med gevär. Invändigt finns listor över namn på frivilliga som deltog i den amerikanska armén under amerikanska inbördeskriget.